# Santa Maria della Sapienza
Santa Maria della Sapienza je rimokatolička crkva koja se nalazi na Via Costantinopoli u središnjem Napulju, u Italiji.

## Povijest
Godine 1507. kardinal Oliviero Carafa, nadbiskup Napulja, započeo je s planovima za izgradnju na mjestu Sveučilišta della Sapienza . Radovi su započeli tek posthumno na parcelama kupljenim od Giovannija Latra, te Giampietra i Marina Stendarda. Mjesto je pretvoreno u klarisanski samostan, ali je članstvo u ovom samostanu oslabilo do 1535., a preostale časne sestre preselio je kardinal i nadbiskup Giampietro Carafa (kasnije papa Pavao IV.), promijenivši ih u dominikanski red, pod papinom bratom i sestrom, Marijom, kao opatica. Njezine relikvije postale su štovane u crkvi, koja je također sadržavala relikvije svetih Evarista i Prisciana (braća i sestre San Fortunata); i razrjeđujuća krv svetog Stjepana Prvomučenika. Dva isklesana kruga na pročelju prikazuju poprsja pape Pavla IV. i njegove sestre Marije.
Crkva je izgrađena 1625. prema nacrtima Francesca Grimaldija (teatinskog svećenika), a dovršio ju je do 1630. Giovan Giacomo Di Conforto. Rečeno je da su arhitekti Cosimo Fanzago i Dionisio Lazzari pomogli dovršiti pročelje i ulazne stepenice; Fanzago, u dizajnu, Lazzari, u mramornom dekoru. Drugi izvori kažu da je planove za fasadu izradio Di Conforto. Od 1634. do 1636. dovršeni su kupola i zvonik. Giacomo Lazzari dizajnirao je kupolu, čiji je unutarnji strop freskama oslikao Belisario Corenzio. Susjedni samostan srušen je u 19. stoljeću da bi se sagradila bolnica i klinika.
Unutrašnjost je ukrašena polikromiranim mramorom Dionisia Lazzarija . Crno-bijela dekoracija pločnika slična je onoj u crkvi San Gregorio Armeno. Freske apside djelo je Cesarea Fracanzana, dok je dva anđela u timpanonu isklesao Paolo Benaglia. U sklopu crkve nalazi se velika kapela koja se zove Cappella della Scala Santa (Kapela Svetih stepenica). Crkva della Sapienza zatvorena je desetljećima. Crkva je bila u fazi obnove 2011. godine.

## Vanjske poveznice
|  | Zajednički poslužitelj ima još gradiva o temi Santa Maria della Sapienza |